# Ain (departament)
Ain (wymowaⓘ, ɛ̃) – francuski departament położony w regionie Owernia-Rodan-Alpy. Utworzony został podczas rewolucji francuskiej 4 marca 1790. Początkowo nosił nazwę Bresse, odnoszącą się do regionu historycznego Bresse, jednak została ona zmieniona w 1791 w ramach walki nazwami toponimicznymi używanymi za czasów Ancien régime. Departament oznaczony jest liczbą 01. Ośrodkiem administracyjnym (prefekturą) i największym miastem departamentu jest Bourg-en-Bresse.
W 2010 roku departament liczył 597 341 mieszkańców (103 os./km²); powierzchnia departamentu to 5762 km².
Liczba arrondissements: 4
Liczba kantonów: 43
W 2023 roku w skład departamentu wchodziły 392 gminy (lista).

## Miejscowości
Największe miejscowości departamentu (w nawiasach liczba ludności w 2021 roku):

- Bourg-en-Bresse (41 525)
- Oyonnax (22 277)
- Valserhône (16 295)
- Ambérieu-en-Bugey (14 854)
- Saint-Genis-Pouilly (14 558)
- Gex (13 078)
- Ferney-Voltaire (10 920)
- Miribel (10 225)
- Divonne-les-Bains (10 137)
- Belley (9239)
- Prévessin-Moëns (9063)
- Meximieux (8085)
- Lagnieu (7268)
- Trévoux (6947)
- Montluel (6838)
- Viriat (6808)
- Péronnas (6448)
- Jassans-Riottier (6355)
- Thoiry (6136)
- Saint-Denis-lès-Bourg (6063)
- Cessy (5307)
- Reyrieux (5098)
- Châtillon-sur-Chalaronne (5059)
- Villars-les-Dombes (4954)
- Beynost (4877)
- Plateau d’Hauteville (4807)
- Dagneux (4753)
- Ornex (4690)
- Saint-Maurice-de-Beynost (4155)
- Bâgé-Dommartin (4065)